# Вінс Кейбл
Джон Вінсент (Вінс) Кейбл (англ. John Vincent Cable; нар. 9 травня 1943, Йорк, Велика Британія) — британський політик і економіст; міністр у справах бізнесу, інновацій та професійної освіти з травня 2010 по травень 2015. Заступник лідера партії ліберальних демократів.

## Біографія
Закінчив Кембриджський університет, де вивчав природничі науки та економіку. Вчений ступінь PhD з економіки отримав в Університеті Глазго. Деякий час викладав в Глазго і в Лондонській школі економіки і політичних наук, працював фінансовим радником уряду Кенії. Під час навчання був членом Ліберальної партії, але потім перейшов в Лейбористську партію. На початку 80-х приєднався до Соціал-демократичної партії, яка відкололась від лейбористів, і яка в 1988 році злилася з Ліберальною і утворила партію ліберальних демократів. У 1990-ті працював у корпорації Royal Dutch Shell.
Вперше брав участь у парламентських виборах в 1970 році. На виборах 1997 року обраний до Палати громад від округу Twickenham; відтоді постійно переобирається. У 2007 році виконував обов'язки лідера ліберальних демократів. Кейбл активно бере участь у розробці економічного курсу партії.
У Палаті громад Кейбл голосував проти вторгнення в Ірак і за його розслідування, за прийняття законів з боротьби зі зміною клімату, за заборону куріння в громадських місцях, за виборну Палату лордів, за надання рівних прав представникам сексуальних меншин, за подальшу інтеграцію Великої Британії в Євросоюз, проти заміни ракет Trident.
12 травня 2010 був призначений міністром у справах бізнесу, інновацій та професійної освіти в уряді Девіда Кемерона. На виборах у 2015 році він програв своє місце у парламенті кандидату від консерваторів.